# Henryk Kowalski (kolarz)
Henryk Kowalski (ur. 17 lipca 1933 w Turzysku, zm. 11 lipca 2021 w Gdańsku) – polski kolarz szosowy (Klub Sportowy Lechia Gdańsk). Startował w wyścigach w latach 50. i 60. ubiegłego stulecia. Uczestnik Wyścigu Pokoju (w 1956 – 25. miejsce, w 1958 – 35.). Dwukrotny zwycięzca Tour de Pologne (1957, 1961). Zajął 2. miejsce podczas Igrzysk GANEFO w Dżakarcie w 1963.

## Najważniejsze zwycięstwa
- 1957 – Tour de Pologne
- 1961 – Tour de Pologne
- 1967 – Vuelta a Cuba